# 吴海洋 (1934年)
吴海洋（1934年3月—），男，广东梅县人，中华人民共和国政治人物，曾任西安电子科技大学党委书记，第五届全国人大代表。